# Kopertijd in Zuidwest-Azië

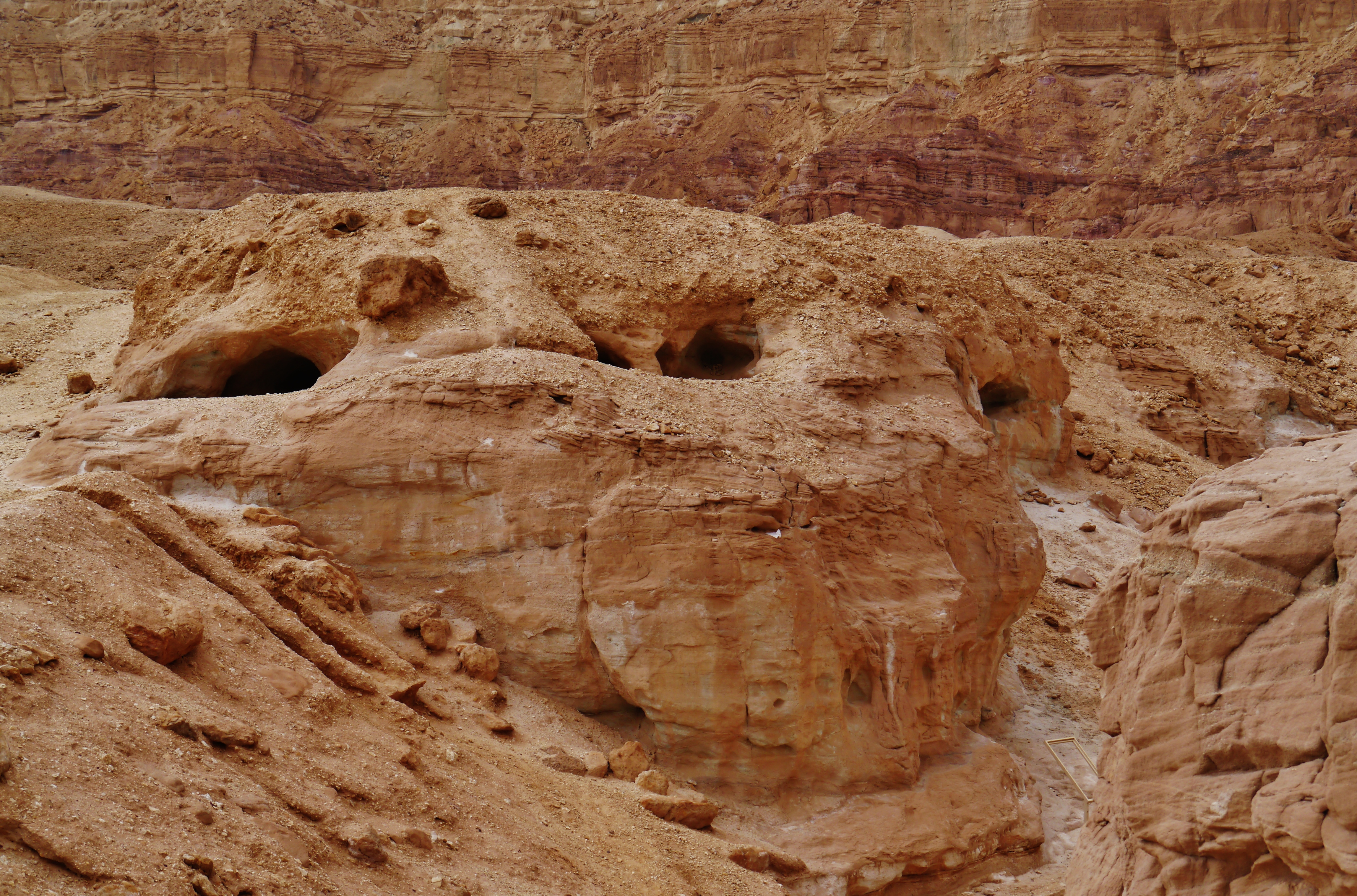
Kopermijnen in de Timna-vallei

De kopertijd in Zuidwest-Azië volgde op het neolithicum van Zuidwest-Azië en duurde van ca. 5.500 tot omstreeks 3.500 v.Chr. Ze eindigde met de vroege bronstijd en het begin van de historische periode van het Oude Nabije Oosten.
Met de kopertijd begon de ontwikkeling van metaalbewerking. Koper is tamelijk zacht en komt niet in grote hoeveelheden in de grond voor. Er werden hoofdzakelijk sieraden en voorwerpen bestemd voor religieuze plechtigheden van gemaakt. De meeste gebruiksvoorwerpen waren nog steeds van hout of steen.
De vraag naar koper stimuleerde de handel, in het bijzonder de langeafstandshandel. De geëxploiteerde kopermijnen lagen op grote afstand van de meeste centra van menselijke beschaving. Koper was daardoor bij uitstek een luxeartikel en een teken van hoge status; alleen de elite slaagde erin het te bemachtigen. Krijgers beheersten de handel in koper. Aldus droeg de nieuwe techniek bij aan een proces van toenemende sociale stratificatie.
Ook in Palestina is sociale differentiatie aangetoond. In deze periode ontstonden grotere dorpen die de kleinere omringende dorpen aan zich ondergeschikt maakten.

## Ontstaan van de metallurgie

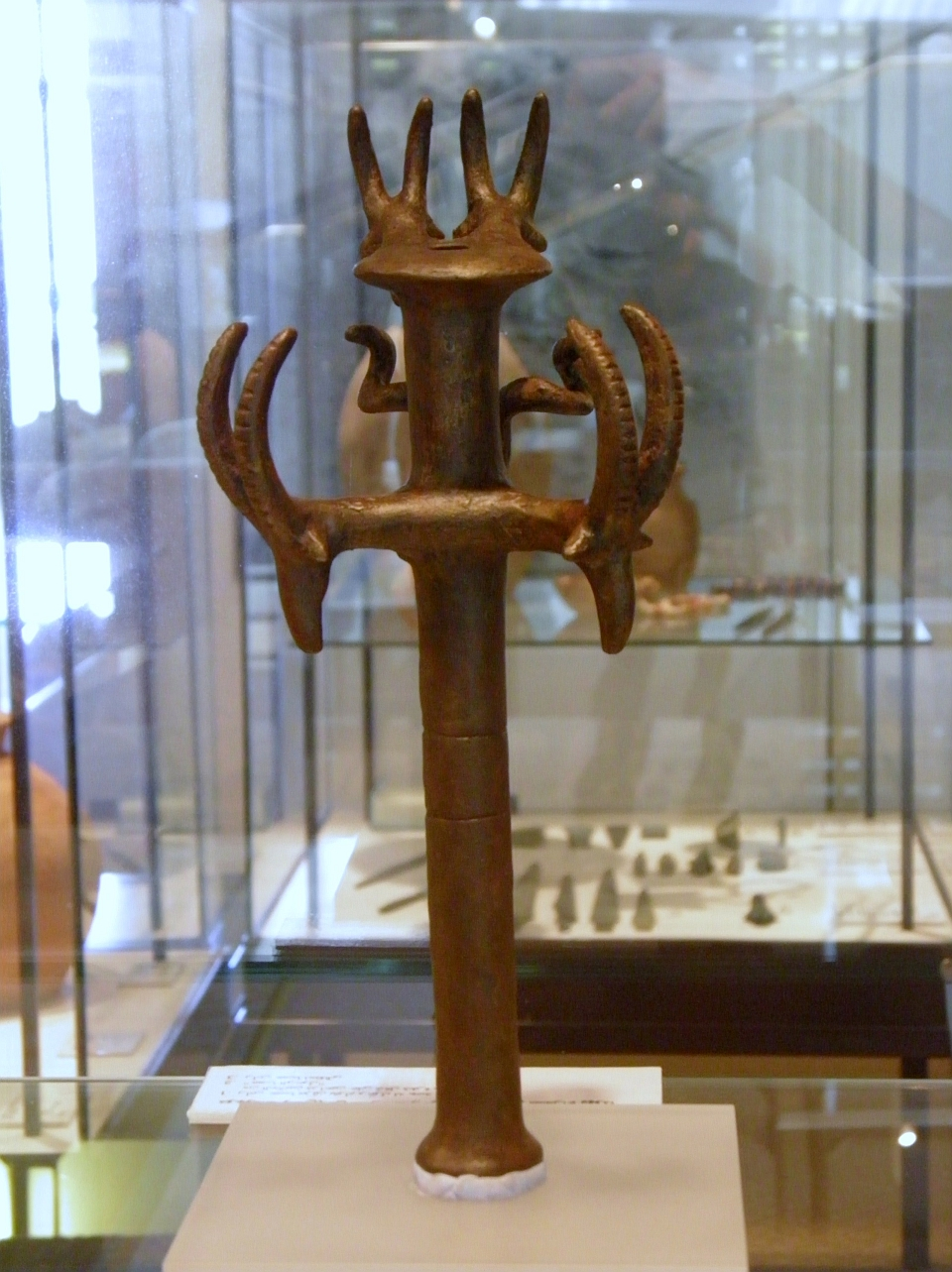
Replica van een koperen scepter uit de depotvondst van Nahal Mishmar (Hecht Museum, Haifa)

Het ontstaan van de metallurgie vond mogelijk voor het eerst plaats in de Vruchtbare Sikkel. Het eerste erts dat door de mens werd gesmolten was mogelijk lood, omdat het gemakkelijk verkregen kon worden door galeniet te verhitten.
Mogelijke vroege voorbeelden van loodsmelting, ondersteund door de extreme zeldzaamheid van natuurlijk lood, omvatten:  
- loden kralen, gevonden op niveau IX van Çatalhöyük in centraal Anatolië, hoewel ze gemaakt kunnen zijn van galeniet, cerussiet of metallisch lood, en dienovereenkomstig al dan niet bewijs kunnen zijn van vroeg smelten
- een loden kraal gevonden in een testvierkant van de GK59-groep op het 4e niveau van Jarmo, gedateerd op het 7e millennium v.Chr., hoewel deze zo klein is dat het menselijk gebruik ervan twijfelachtig is
- een loden armband, gevonden op niveau XII van Yarim Tepe I, gedateerd op het 6e millennium v.Chr.;
- een klein kegelvormig stukje lood, gevonden in het "Verbrande Huis" in TT6 in Arpachiyah, gedateerd op de Halaf-periode of iets later dan de Yarim Tepe-armband; en meer.

Op deze locatie is ook rond dezelfde tijd (kort na 6000 v.Chr.) kopersmelting gedocumenteerd. Het lijkt er echter op dat het gebruik van lood voorafging aan het smelten van koper. Ook op de nabijgelegen site Tell Maghzaliyah zijn sporen van vroege metaalbewerking gevonden. Deze site lijkt nog ouder te zijn, en er is zelfs helemaal geen aardewerk te vinden.
De Timna-vallei bevat bewijs van koperwinning in 7000-5000 v.Chr. Het overgangsproces van het neolithicum naar de kopertijd in Zuidwest-Azië wordt in archeologische vondsten van stenen werktuigen gekenmerkt door een afname van de verwerving en gebruik van hoogwaardige grondstoffen. Deze dramatische verandering is in de hele regio zichtbaar, inclusief de vlakte van Teheran in Iran. Bij analyse van zes archeologische sites werd een duidelijke neerwaartse trend vastgesteld, niet alleen wat betreft de materiële kwaliteit, maar ook wat betreft de esthetische variatie in de stenen werktuigen. Fazeli & Coningham gebruiken deze resultaten als bewijs voor het verlies van ambachtelijke specialisatie als gevolg van het toegenomen gebruik van koperen gereedschappen. 
De bevindingen in de vlakte van Teheran illustreren de effecten van de introductie van koperbewerkingstechnologieën op de aanwezige systemen van specialisten in steenbewerking en grondstoffen. Netwerken van uitwisseling en gespecialiseerde verwerking en productie die tijdens het neolithicum waren ontstaan, lijken in de midden-kopertijd (ca. 4.500-3.550 v.Chr.) ingestort te zijn, en vervangen door het gebruik van lokale materialen en een voornamelijk huishoudelijke productie van stenen werktuigen.
Arseenkoper en -brons werd rond 4.200 v.Chr. gewonnen in de oostelijke provincie Malatya van Turkije op twee sites, Norşuntepe en Değirmentepe. Volgens Boscher (2016) werden op deze locaties haarden of ovens met natuurlijke trek, slakken, erts en pigment gevonden. Dit gebeurde in de context van architecturale complexen uit de Obeidperiode, die kenmerkend waren voor de architectuur in het zuiden van Mesopotamië. De site Norşuntepe toont aan dat er in het 4e millennium v.Chr. inderdaad een vorm van arseenlegering plaatsvond. Omdat de slakken die in Norşuntepe zijn geïdentificeerd geen arseen bevatten, betekent dit dat er afzonderlijk arseen in een of andere vorm werd toegevoegd.

## Archeologische culturen
In Noord-Mesopotamië begon de kopertijd  met de Halafcultuur en de latere Obeidcultuur. De periode eindigde met de opkomst van Uruk, het begin van de bronstijd en het ontstaan van de Sumerische beschaving.
In de Levant volgden verschillende archeologische culturen elkaar op, met als meest bekende het Ghassulian van de late kopertijd.

## Zie verder
- Bronstijd in de Levant
- Oude Nabije Oosten